# Danuta Czech
Pour les articles homonymes, voir Czech.
Danuta Czech est une écrivaine polonaise spécialisée dans la Shoah.

## Biographie
En 1939, elle étudie à Tarnów. En 1941, elle obtient un diplôme de commerce. De 1946 à 1952 elle étudie à l'Université de Cracovie où elle obtient un diplôme de maîtrise en sociologie.
Durant la Seconde Guerre mondiale, elle et son père rejoignent un mouvement de résistance. Son père est âgé de 43 ans quand les Allemands l'arrêtent. Il est déporté le 20 avril 1943 au camp de concentration d'Auschwitz puis en 1945 il est transféré au camp de concentration de Buchenwald.
En 1955, Danuta accepte un poste au Musée national Auschwitz-Birkenau à Oswiecim où elle occupe différents postes et devient vice-présidente du musée jusqu'à sa retraite.
Elle est l'auteur de nombreuses publications sur l'histoire d'Auschwitz. Elle a écrit près de 1000 pages sur les événements dans le camp. Ce travail de fond est un recueil d'information de base sur Auschwitz. Même à sa retraite, elle a continué à travailler. Le musée a publié ses chroniques de 1958 à 1963 puis les éditions révisées et élargies, une version allemande en 1989 sur le calendrier des événements dans le camp de concentration d'Auschwitz-Birkenau de 1939 à 1945. La version anglaise est publiée en 1999 aux États-Unis et au Canada, une édition polonaise sous forme de livre en 1992.